# Кральовски-Хлмец
Кральовски-Хлмец (словац. Kráľovský Chlmec, угор. Királyhelmec) — місто в Словаччині в Кошицькому краї в окрузі Требішов.
Місто розташоване в південно-східній частині Словаччини у регіоні Медзібодрожжя. Близько трьох четвертих жителів міста — угорці. За конфесійним складом переважно римо-католики, а також є представники реформаторів та греко-католиків.

## Населення
| Рік:            | 1993 | 2003    | 2013    | 2023    |
| --------------- | ---- | ------- | ------- | ------- |
| Кількість осіб: | 8227 | 8006    | 7704    | 7352    |
| Різниця:        |      | -2,68 % | -3,77 % | -4,56 % |

| Рік:            | 2022 | 2023    |
| --------------- | ---- | ------- |
| Кількість осіб: | 7431 | 7352    |
| Різниця:        |      | -1,06 % |

У 2013 році у місті проживало 8033 жителі.
Національний склад населення (за даними останнього перепису населення — 2011 року):
- угорці — 73,66 % (5670 осіб)
- словаки — 19,43 % (1496 осіб)
- роми (цигани) — 3,95 % (304 особи)
- чехи — 0,26 % (20 осіб)

## Міста-побратими
- Каніжа
- Кішварда
- Раковник
- Сфинту-Георге
- Фельшожольца
- Ференцварош

## Відомі люди
- Сіді Тобіас — акторка та співачка
- Чонгор Кашшаї — актор
- Петер Надашді — актор та співак

## Географія
Протікає Войчанський канал.

## Галерея

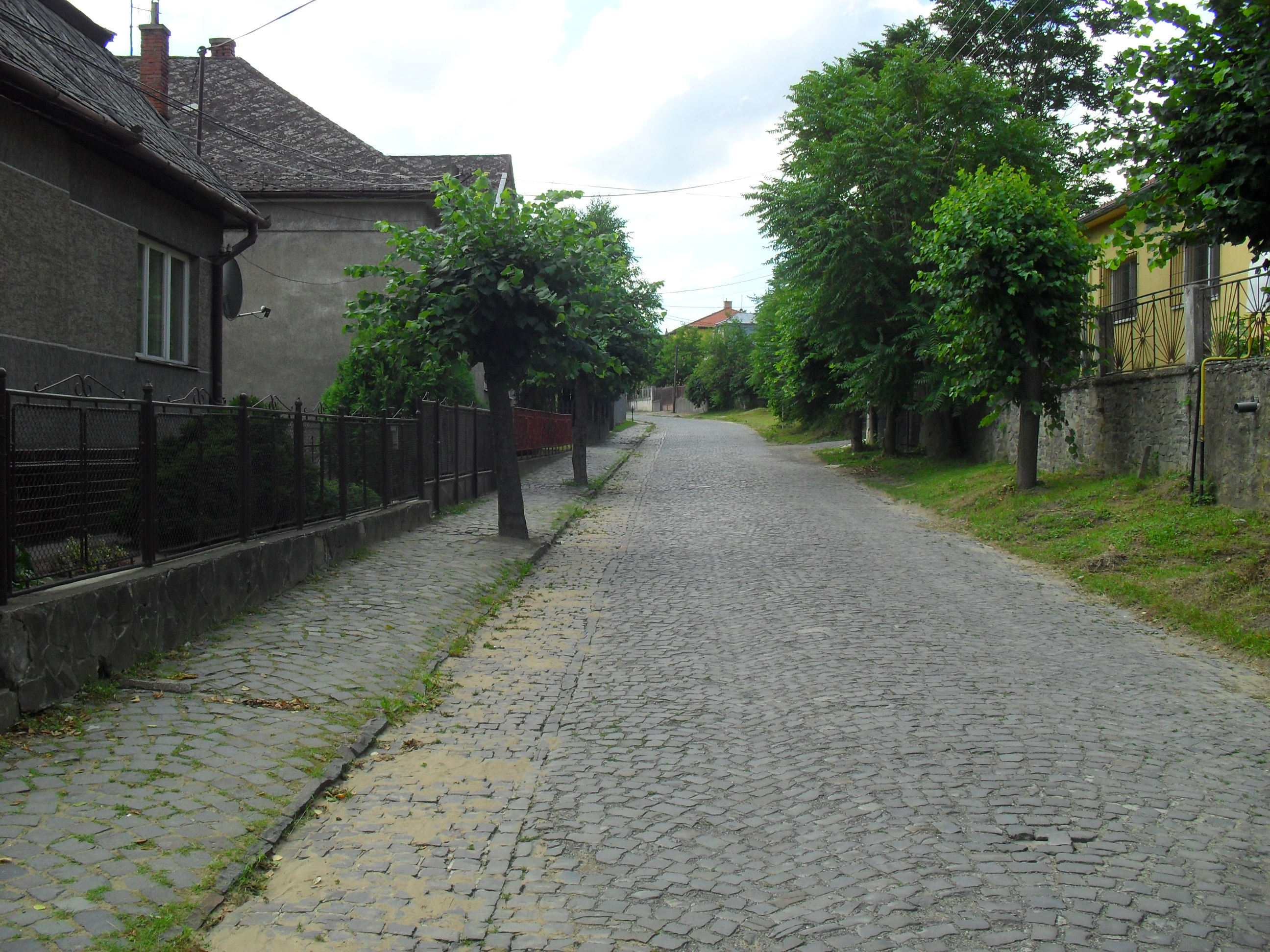
Вулиця в історичній частині міста
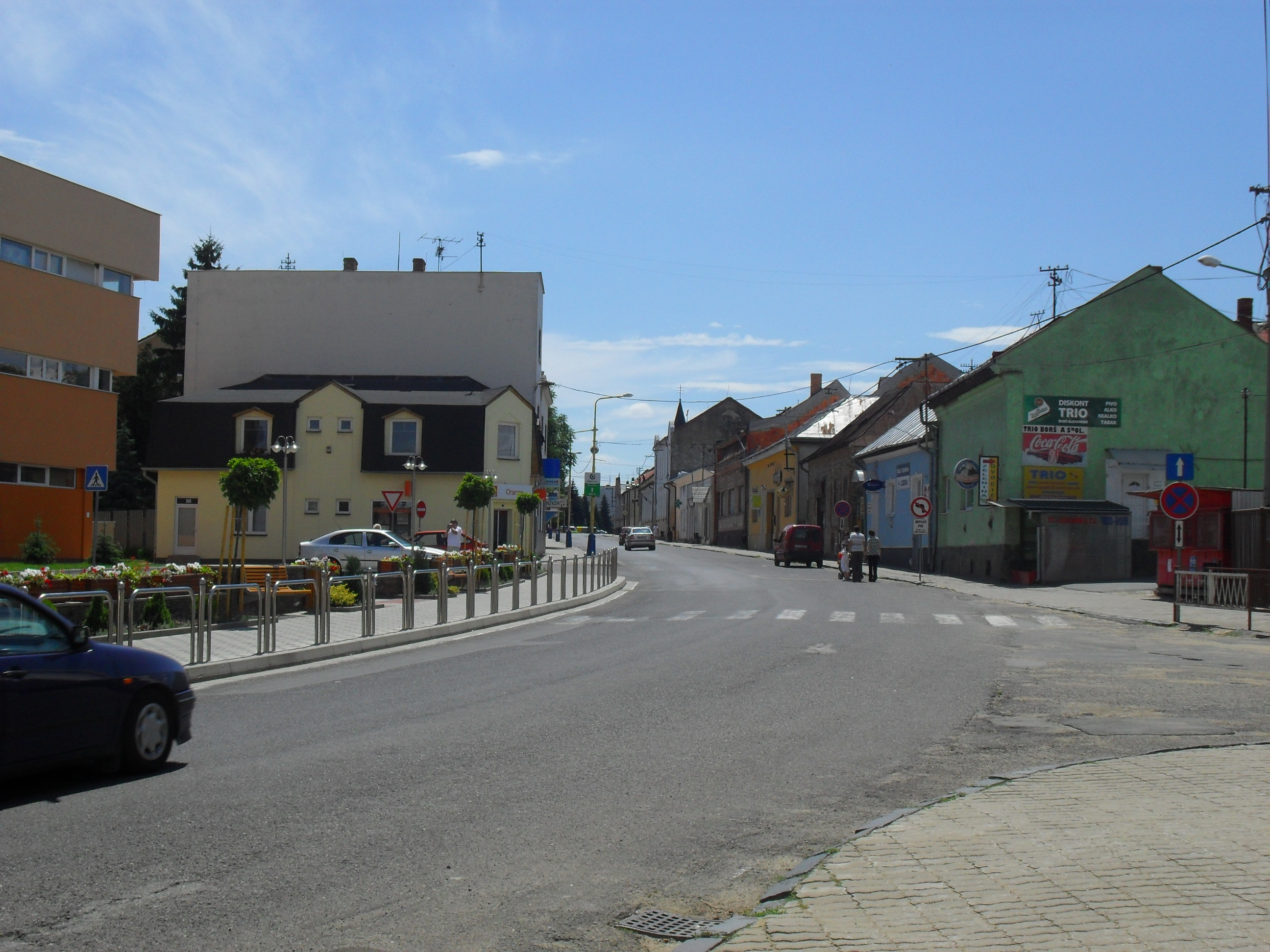
Головна вулиця
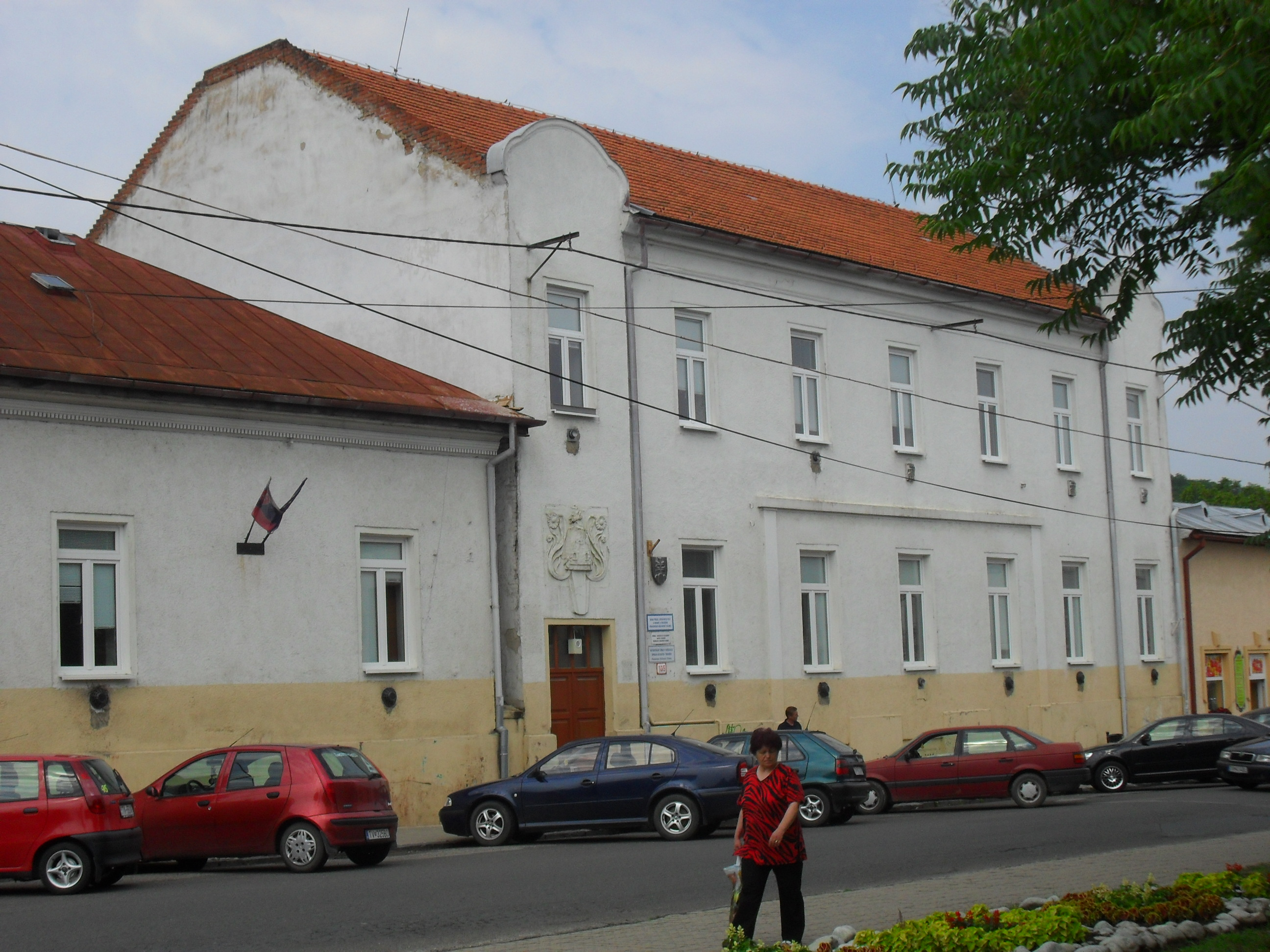
Головна вулиця
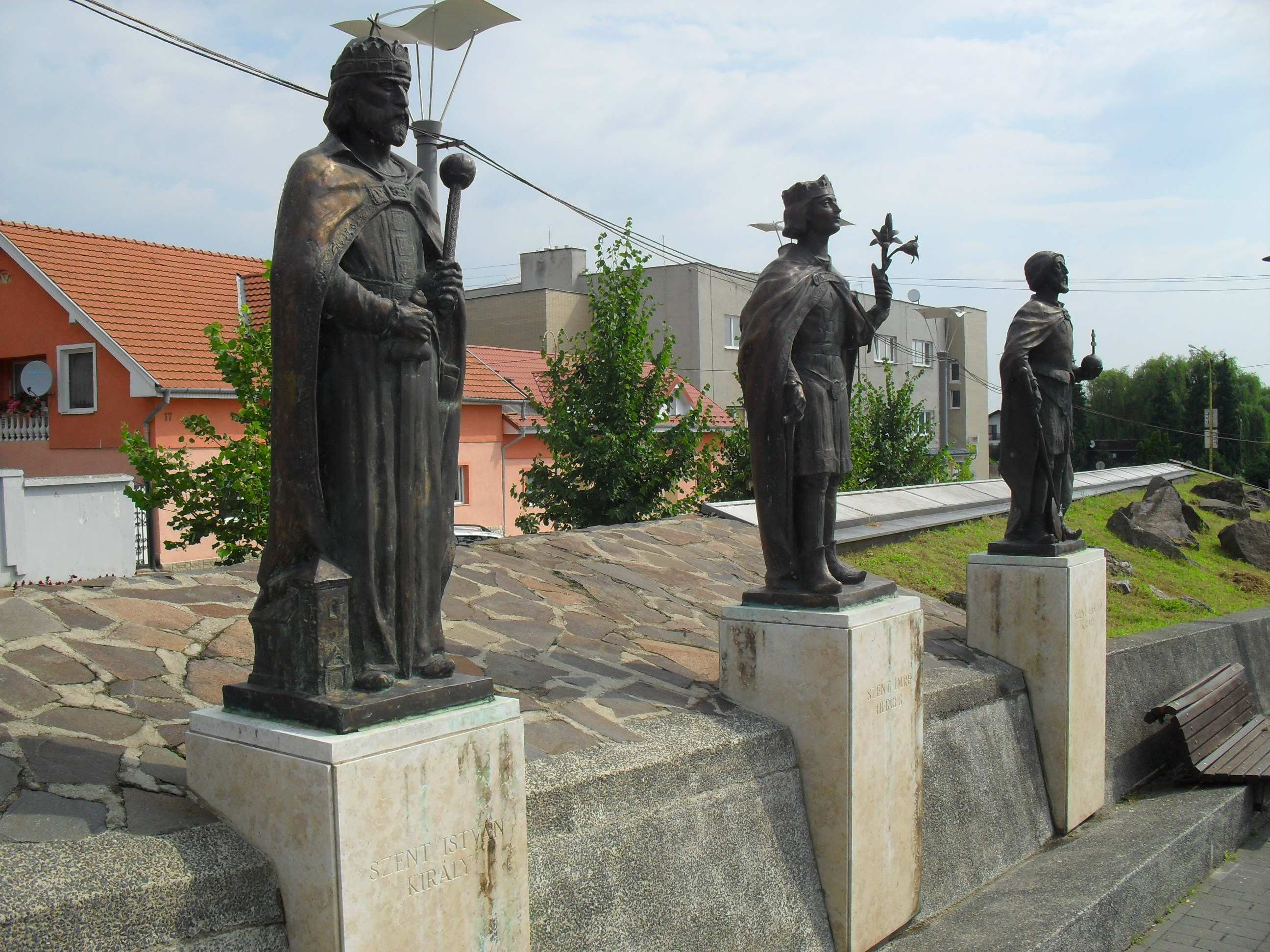
Скульптури
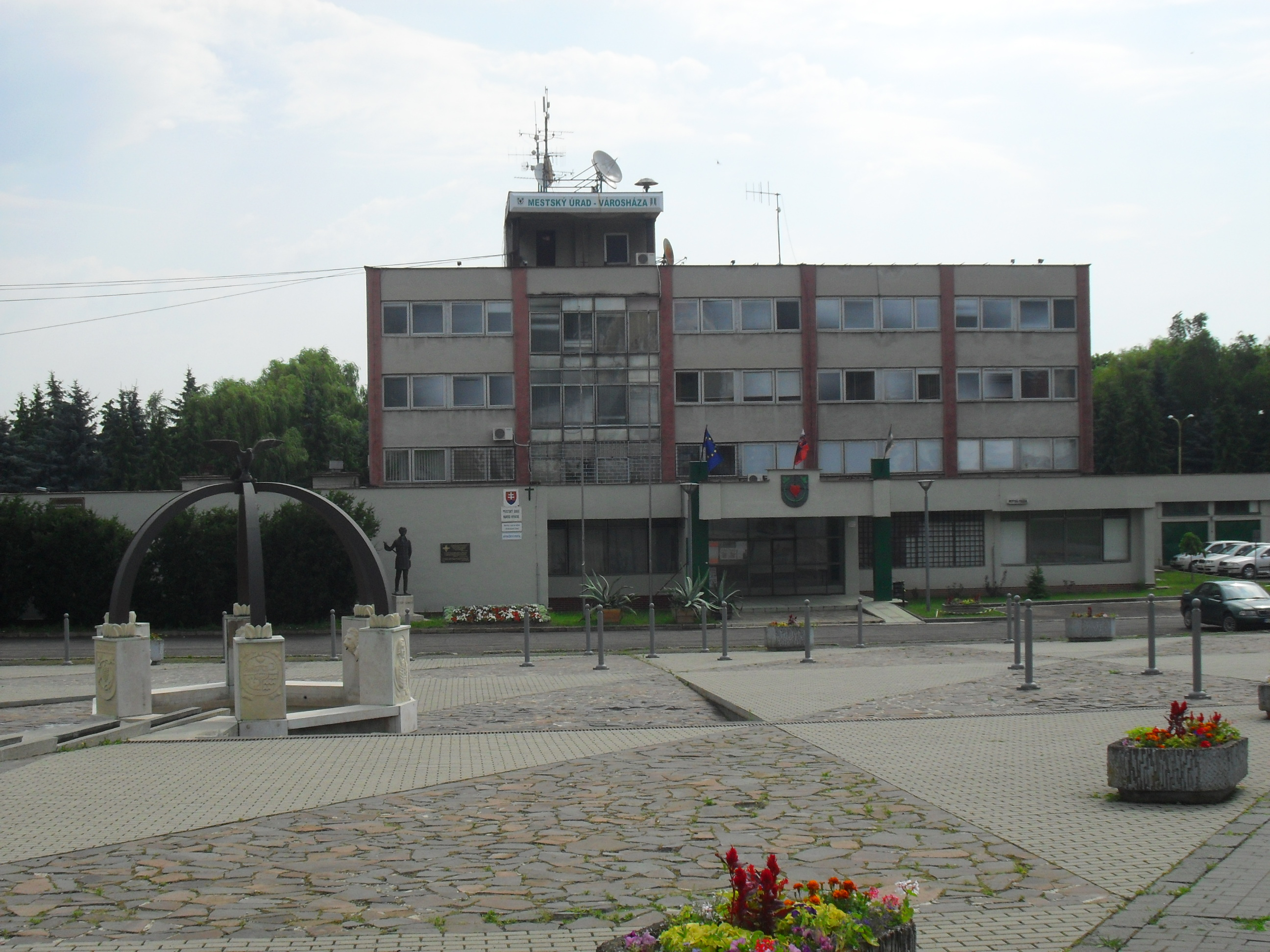
Міська рада
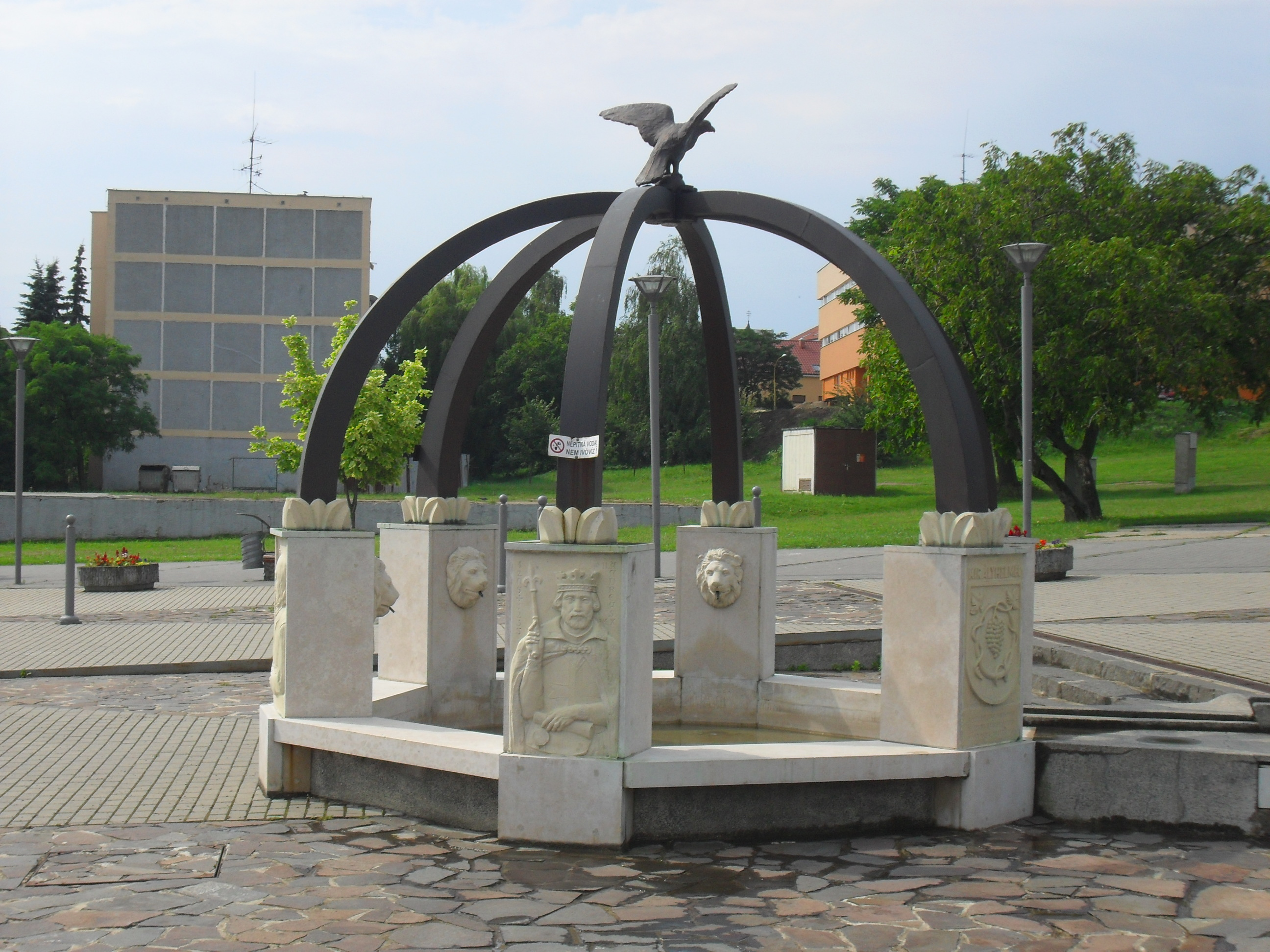
Фонтан
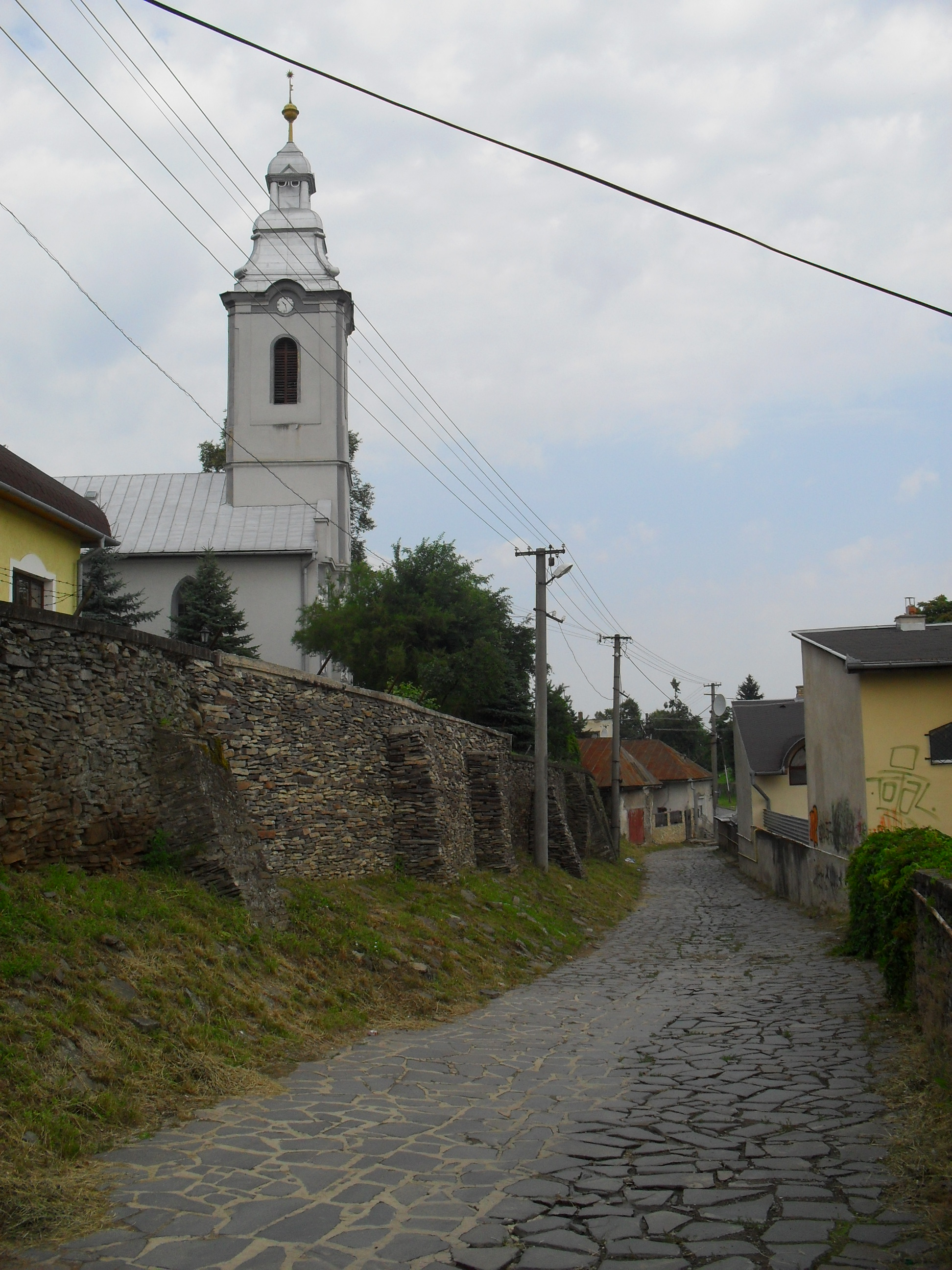
Реформаторський костел
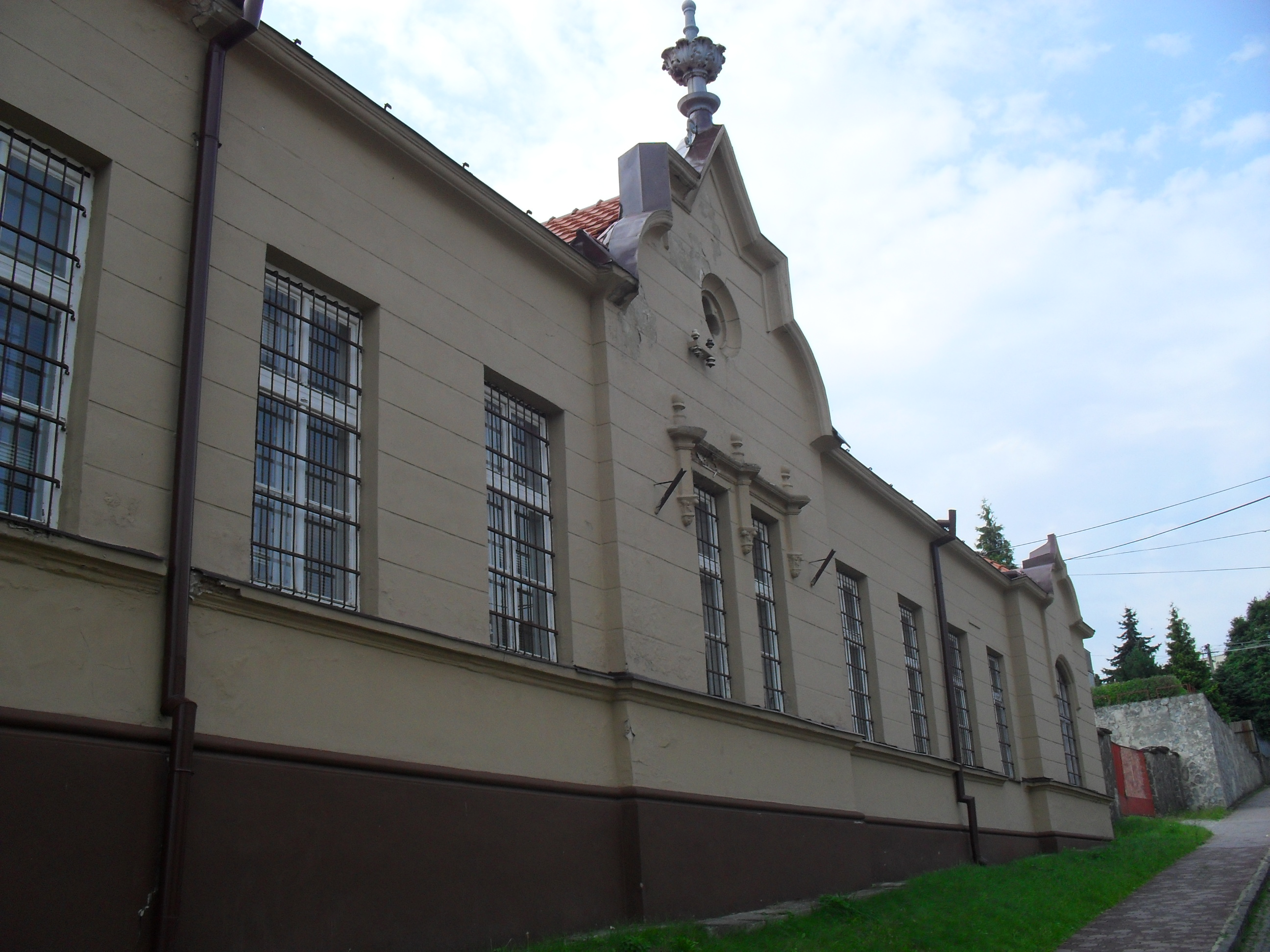
Музей